# Сара Джонс (акторка)
Сара Джонс (англ. Sarah Jones, нар. 17 липня 1983) — американська акторка. Найвідоміші ролі: астронавтка НАСА Трейсі Стівенс у серіалі «Заради всього людства» та детективка Ребекка Медсен у серіалі Fox «Алькатрас».

## Ранні роки та освіта

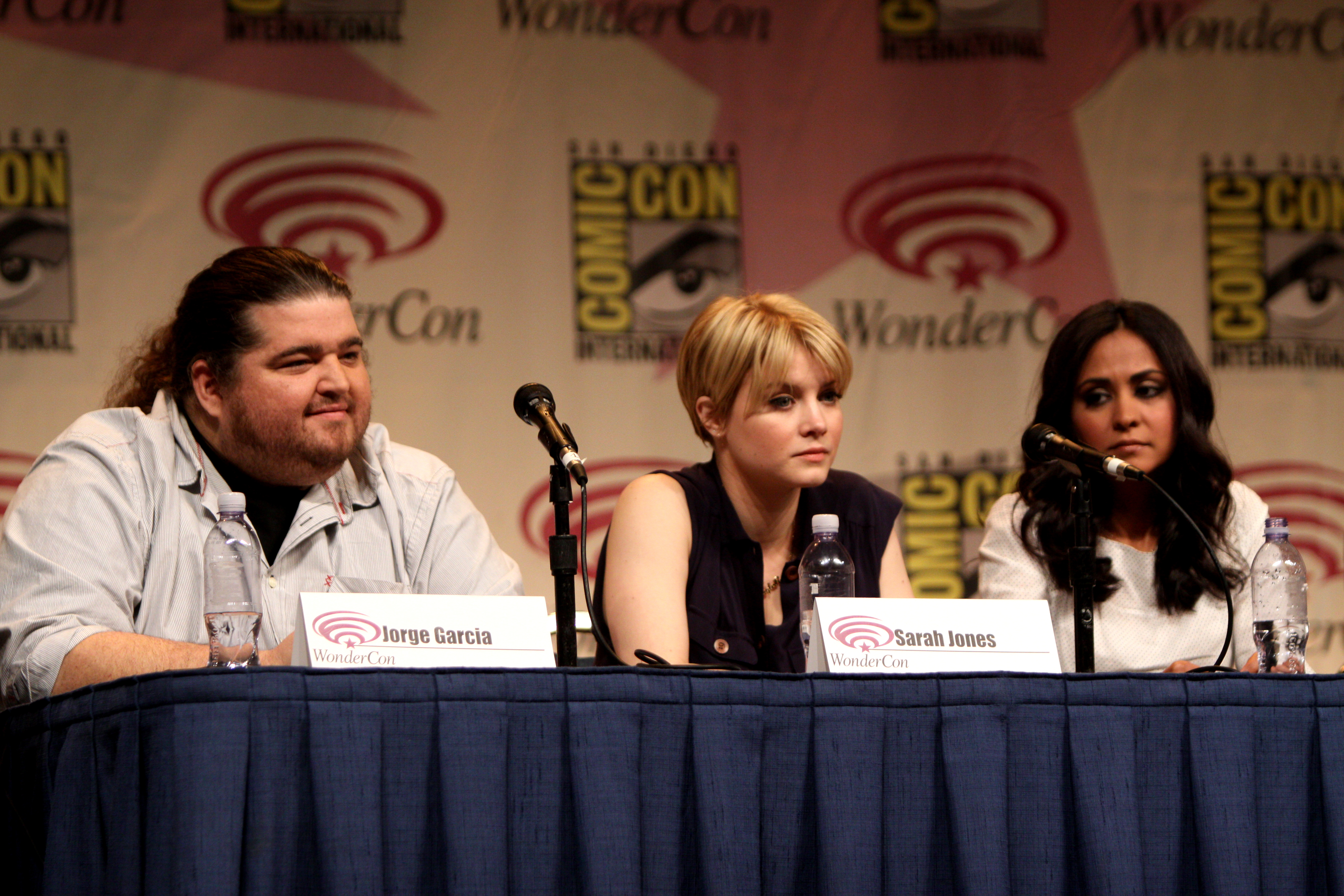
Сара Джонс, у центрі, на WonderCon 2012 у рекламі Алькатраса.

Сара Джонс народилася у Вінтер-Спрінгс, штат Флорида, і закінчила середню школу Вінтер-Спрінгс у 2001 році. Вона «виросла на танцях» з надією, що це стане її кар'єрою, але звернулася до акторської майстерності як «наступної найкращої речі» після того, як танці припинилися через травми. Отримала першу перерву, працюючи танцюристкою для MTV Movie Awards.

## Кар'єра
Почала зніматися з ролі в «Медичному розслідуванні», з'явилася в інших телевізійних ролях того ж року, включаючи епізоди у Мертва справа та Справедлива Емі, перш ніж зіграла у фільмі Hallmark Channel 2007 «Вбивство 101: Коледж може бути».
Джонс також з'явилася в ролі Лії в телевізійному шоу Гафф, знялася в епізоді 2006 року «Гидка Бетті» в ролі Наталі Вітмен і «Велике кохання» в ролі Брінн. Вона втілила наймолодшу з трьох сестер, які займаються організацією весіль, у короткочасному драматичному серіалі Fox «Весільні дзвони» 2007 року. Знялася в двох незалежних фільмах «Still Green» і «The Blue Hour». Джонс отримала нагороду «Дух незалежності» на Міжнародному кінофестивалі у Форт-Лодердейлі за найкращий ансамбль для фільму Still Green (2007), яку розділила з Райаном Келлі, Дугласом Спейном, Ноа Сеганом, Полом Костою та іншими акторами фільму. Її також можна побачити в музичному кліпі Cary Brothers Who You Are. Пізніше вона зіграла Поллі Зобелл, доньку-інтриганку та спільницю Ітана Зобелла у фільмі «Сини анархії».
У 2011 році виконала гостьову роль у кримінальній драмі FX Justified, епізод «The Life Inside». Інші відомі роботи включають роль у «Великому коханні» та «Самотній зірці». Потім Джонс виконала головну роль детективки Ребекки Медсен в шоу Джей Джей Абрамса, Алькатрас і отримала широке визнання за цю роботу. Вона брала участь у відтворенні сцени погоні в Bullitt. Прем'єра серіалу відбулася 16 січня 2012 року. Попри те, що сам серіал був прийнятий помірно, її гру загалом оцінила критика. Незважаючи на вражаючий початок, серіал був офіційно скасований компанією Fox 9 травня 2012 року через падіння рейтингів протягом усього періоду. Однак у травні 2012 року Джонс була представлена в розвороті для Vanity Fair і швидко повернулася до телесеріалів, отримавши постійну участь у Vegas.
У 2018 році Джонса отримала роль Лінн у пілотній драмі CBS «L.A. Конфіденційно», заснованій на однойменному романі Джеймса Еллроя 1990 року.
У 2019 році Джонс знялася у ролі астронавтки НАСА Трейсі Стівенс в науково-фантастичному космічному серіалі Apple TV+ «Заради всього людства». У 2021 році Джонс також відіграла свою роль у 2 сезоні.

## Особисте життя
Джонс зустрічалася Робертом Керрі в 2007 році. З 2010 по 2013 рік вона зустрічалася з актором «Синів анархії» Тео Россі . Джонс описує себе як феміністку.

## Фільмографія

### Кіно
| Рік  | Назва                   | роль              | Прим.          |
| ---- | ----------------------- | ----------------- | -------------- |
| 2006 | Каїн і Авель            | Дженніфер Проктор |                |
| 2007 | The Blue Hour           | Молода Етель      |                |
| 2007 | Все ще зелений          | Керрі             |                |
| 2008 | Dead*Line               | Венді             | Короткий фільм |
| 2011 | Червоний і синій кульки | Кім               |                |
| 2011 | 2-й дубль               | Чарлі             |                |
| 2013 | Вгору по долині та далі | Єва Тернер        | Короткий фільм |
| 2013 | Містер Джонс            | Пенні             |                |
| 2014 | Повернення до нуля      | Дана              |                |
| 2020 | Хімічні серця           | Піна              |                |

### Телебачення
| Рік          | Назва                                    | роль                       | Прим.                        |
| ------------ | ---------------------------------------- | -------------------------- | ---------------------------- |
| 2004         | Медичне розслідування                    | Белінда                    | Епізод: «Маленька дівчинка»  |
| 2005         | Мертва справа                            | Еллі Маккормік             | Епізод: «Революція»          |
| 2005         | Справедлива Емі                          | Наталі Джонсон             | Епізод: «Нова норма»         |
| 2006         | Шістдесятихвилинна людина                | Камі                       | телефільм                    |
| 2006         | Хафф                                     | Лія                        | Повторювана роль; 4 епізоди  |
| 2006         | Потворна Бетті                           | Наталі Вітмен              | Епізод: " Коробка і зайчик " |
| 2006–07      | Велике кохання                           | Брінн                      | Повторювана роль; 9 серій    |
| 2007         | Вбивство 101: коледж може бути вбивством | Даня Росович               | фільм                        |
| 2007         | The Wedding Bells                        | Семмі Белл                 | Головна роль (4 серії)       |
| 2008         | The Riches                               | Розалін                    | 3 епізоди                    |
| 2009         | Любов окриляє                            | Белінда                    | телефільм                    |
| 2009         | Любов знаходить дім                      | Белінда                    | телефільм                    |
| 2009         | Сини анархії                             | Поллі Зобель               | Повторювана роль; 6 серій    |
| 2010         | Доктор Хаус                              | Шеннон                     | Епізод: «Падіння лицаря»     |
| 2010         | Самотня зірка                            | Гретхен                    | 2 епізоди                    |
| 2011         | Виправдано                               | Джеймі Берглунд            | Епізод: «The Life Inside»    |
| 2012         | Алькатрас                                | Детективка Ребекка Медсен  | Головна роль (13 серій)      |
| 2012         | Кендра                                   | Кендра                     | Головна роль (8 серій)       |
| 2012–13      | Вегас                                    | Міа Ріццо                  | Головна роль (20 серій)      |
| 2013         | Лорен                                    | Кендра                     | 2 епізоди                    |
| 2015         | Піднесення Техасу                        | Поліна Вайкофф             | мінісеріал; 4 епізоди        |
| 2016         | Шлях                                     | Елісон                     | Головна роль (10 серій)      |
| 2017–18      | Прокляття                                | Амейла Девенпорт           | Головна роль (10 серій)      |
| 2018         | Лос-Анджелес Конфіденційно               | Лінн                       | Головна роль (Unsold Pilot)  |
| 2019–21      | Заради всього людства                    | астронавтка Трейсі Стівенс | Головна роль (20 серій)      |
| В очікуванні | Людина в повній мірі                     | Серена Крокер              | Майбутній мінісеріал         |

## Нагороди
| Рік  | Асоціація             | Категорія       | Робота         | Результат |
| ---- | --------------------- | --------------- | -------------- | --------- |
| 2007 | Дух незалежної премії | Кращий ансамбль | Все ще зелений | Перемога  |